# Franciszek Jop
Franciszek Jop (8. října 1897 Stara Słupia, Ruské impérium – 24. září 1976, Opolí, Polsko) byl polský římskokatolický církevní představitel, v letech 1946–1951 pomocný biskup sandoměřský, v letech 1952–1956 kapitulní vikář arcidiecéze krakovské a v letech 1956–1972 administrátor a 1972–1976 diecézní biskup opolský.

## Život
Franciszek Jop se narodil roku 1897 ve Staré Słupi. Po základní škole v Nové Słupi studoval na ruském gymnáziu ve Varšavě a v letech 1914–1919 na duchovním semináři v Sandoměři. V letech 1919–1922 absolvoval doktorské studium práva na Papežské univerzitě Gregoriana v Římě, v jehož průběhu přijal dne 27. srpna 1920 kněžské svěcení z rukou biskupa Mariana Ryxe. Po návratu do sandoměřské diecéze vyučoval na tamějším semináři církevní právo a současně působil v diecézní správě jako kancléř biskupské kurie. Od 14. dubna 1933 byl honorárním kanovníkem sandoměřské katedrální kapituly a vedl též diecézní kroniku.
Za II. světové války se podílel na řízení diecéze v nepřítomnosti biskupa Jana Kantyho Lorka, uvězněného okupanty. Po válce byl Franciszek Jop dne 24. října 1946 jmenován pomocným biskupem sandoměřským a titulárním biskupem z Daulie (Dauliensis). Biskupské svěcení mu udělil Jan Kanty Lorek až 19. května 1946. Dne 2. dubna jej papež Pius XII. pověřil duchovní správou Opolského Slezska, pro odpor státních orgánů se však úřadu nemohl ujmout a zůstal v Sandoměři. Poté, co byl krakovský arcibiskup Eugeniusz Baziak internován v Tarnówě, byl Franciszek Jop zvolen kapitulním vikářem krakovské arcidiecéze. Při správě obvodu se snažil čelit vlivu prorežimních „vlasteneckých“ kněží. Do doby jeho správy arcidiecéze spadá organizace oslav 700. výročí kanonizace svatého Stanislava.
Po politickém uvolnění v říjnu 1956 byl biskup Jop 1. prosince 1956 jmenován zvláštním zástupcem primase polské církve pro Opolské Slezsko; funkce se slavnostně ujal 16. prosince. Jeho prvním počinem bylo povolání zpět kněží odstraněných stalinistickým režimem. Obnovil vydávání úředního věstníku biskupské kurie a reaktivoval Nakladatelství sv. Kříže v Opolí. Obnovil a podporoval tradiční poutě na Horu svaté Anny. Činně se účastnil i mezinárodního církevního života, včetně všech čtyř zasedání II. vatikánského koncilu, a koordinoval pokoncilovou liturgickou reformu v Polsku. Později byl nucen se vypořádávat s odchodem značné části kněží do Spolkové republiky Německo.
Franciszek Jop se roku 1958 stal spolusvětitelem biskupa Karla Wojtyły, pozdějšího papeže Jana Pavla II.
S postupným urovnáním polsko-německých a polsko-vatikánských vztahů bylo možné rovněž nově vyřešit církevní správu polských "nových území" včetně Opolského Slezska. Biskup Jop se stal 25. května 1967 apoštolským administrátorem ad nutum sanctae Sedis Opolského Slezska; tím byla papežským stolcem definitivně uznána administratura zřízená kardinálem Augustem Hlondem roku 1945. 28. června 1972 byla zřízena samostatná diecéze opolská a jejím prvním sídelním biskupem se stal Franciszek Jop. Zemřel po těžké chorobě 24. září 1976.